# Nübel (Steinbergkirche)
Nübel (dänisch Nybøl) ist ein Ortsteil der Gemeinde Steinbergkirche im schleswig-holsteinischen Kreis Schleswig-Flensburg.

## Lage
Die Häuser von Nübel liegen entlang der gleichnamigen Straße Nübel. Direkt östlich von Nübel schließt sich der Ortsteil Nübelfeld mit dem kleinen Ort Rodeheck an. Die erwähnte Dorfstraße Nübel führt direkt bis zu Nübelfeld hin. Zwei Kilometer östlich liegt des Weiteren das Dorf Gintoft. Direkt südlich von Nübel verläuft die Nordstraße. Diese ist vom Ort Nübel aus durch eine Abzweigung der Straße Nübel erreichtbar. Am westlichen Rand von Nübel liegt außerdem noch der benachbarte Ortsteil Gräfsholz. Siebenhundert Meter südwestlich liegt Kleinquern und siebenhundert Meter südöstlich der Scheersberg.

## Geschichte
Der Ort Nübel wurde erstmals 1423 namentlich erwähnt. Der Ortsname besteht aus zwei Wortbestandteilen. Die erste Silbe „Nü“ weist auf etwas „Neues“ und das Suffix „bel“ (dänisch bøl) auf eine Siedlung hin. Der Ortsname bedeutet also „neue Siedlung“. Beim Ort liegt der Überrest der Burg Nübel. Das adlige Gut Nübel befand sich über längere Zeit im Besitz der Glücksburger Herzoge. 1755/56 wurde der Nübelhof niedergelegt, teilweise abgerissen und das Hoffeld parzelliert.
Auf der Landkarte der dänischen Landesaufnahme von 1857/1858 und der Karte der Preußischen Landesaufnahme um 1879 von der Steruper Umgebung war der Ort Nübel eingetragen. 1871 wurde Nübel eine selbständige Gemeinde. Zu ihr gehörten Gräfsholz,  Rodeheck, Wolfsbrück, Kleinquern sowie die Kleinquerner Häusergruppe Bortkayr. 1961 zählte die Gemeinde Nübel 117 Einwohner, von denen 34 im Dorf Nübel wohnten. 1970 lebten 126 Menschen in der Gemeinde Nübel. 24 von ihnen lebten im Dorf Nübel. Am 15. Februar 1970 wurde die selbständige Gemeinde Nübel nach Quern eingemeindet. Quern wiederum wurde 2013 in die Gemeinde Steinbergkirche eingemeindet.